# Vändra (Landgemeinde)
Vändra (estnisch: Vändra vald) ist eine ehemalige estnische Landgemeinde im Kreis Pärnu mit einer Fläche von 642 km². Die Einwohnerzahl betrug 3126 (Stand: 1. Januar 2006). Ihr Verwaltungssitz war in Allikõnnu. 2017 wurde Vändra in die Landgemeinde Põhja-Pärnumaa eingegliedert.

## Geografie
Die Landgemeinde umschloss die nicht zu ihr gehörende gleichnamige Stadt Vändra.

## Gliederung
Die Landgemeinde umfasste die Dörfer Aluste, Allikõnnu, Kaansoo, Kadjaste, Kalmaru, Kirikumõisa, Kobra, Kose, Kullimaa, Kurgja, Leetva, Luuri, Lüüste, Massu, Mädara, Mustaru, Oriküla, Pärnjõe, Rae, Rahnoja, Reinumurru, Rõusa, Rätsepa, Samliku, Sikana, Suurejõe, Säästla, Tagassaare, Vaki, Venekuusiku, Veskisoo, Vihtra, Viluvere, Võidula, Võiera und Ünnaste.

## Kultur und Sehenswürdigkeiten
Sehenswert waren der Gedenkstein am Geburtsort der estnischen Nationaldichterin Lydia Koidula und das Museum für den estnischen Schriftsteller Carl Robert Jakobson.

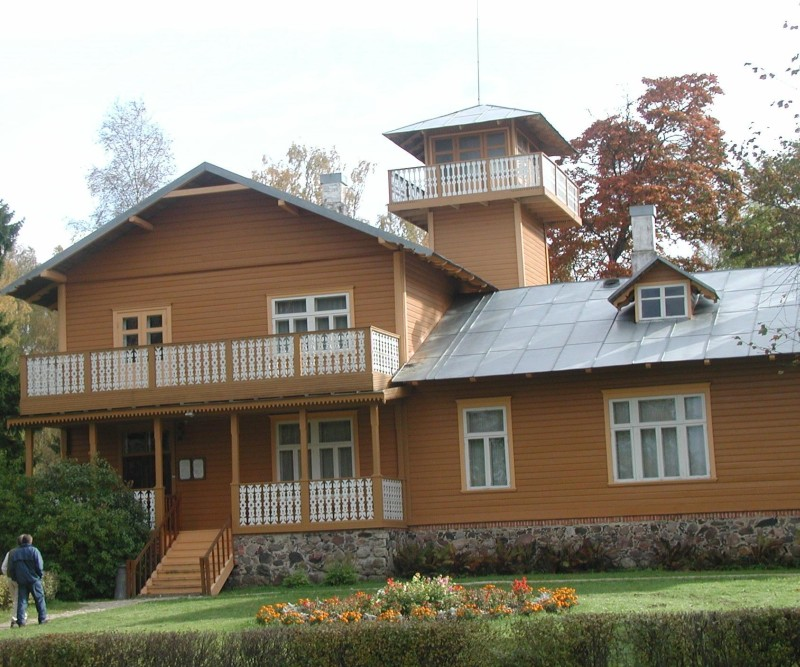
Dorfmuseum von Kurgja

## Persönlichkeiten
- Lilli Suburg (1841–1923), Schriftstellerin